# Sphingonotus caerulans
Espèce
Synonymes
- Gryllus caerulans Linnaeus, 1767
- Gryllus cyanopterus Charpentier, 1825
- Sphingonotus exornatus Nedelkov, 1907
- Sphingonotus coerulans intermedia Ramme, 1911
- Sphingonotus linosae Salfi, 1927

Sphingonotus caerulans est une espèce d'insectes orthoptères de la famille des Acrididae. Elle est appelée Œdipode aigue-marine, Œdipode azurée ou Criquet à ailes bleues.

## Distribution
Cette espèce se rencontre en Europe, en Afrique du Nord, au Proche-Orient et en Asie centrale.

## Description

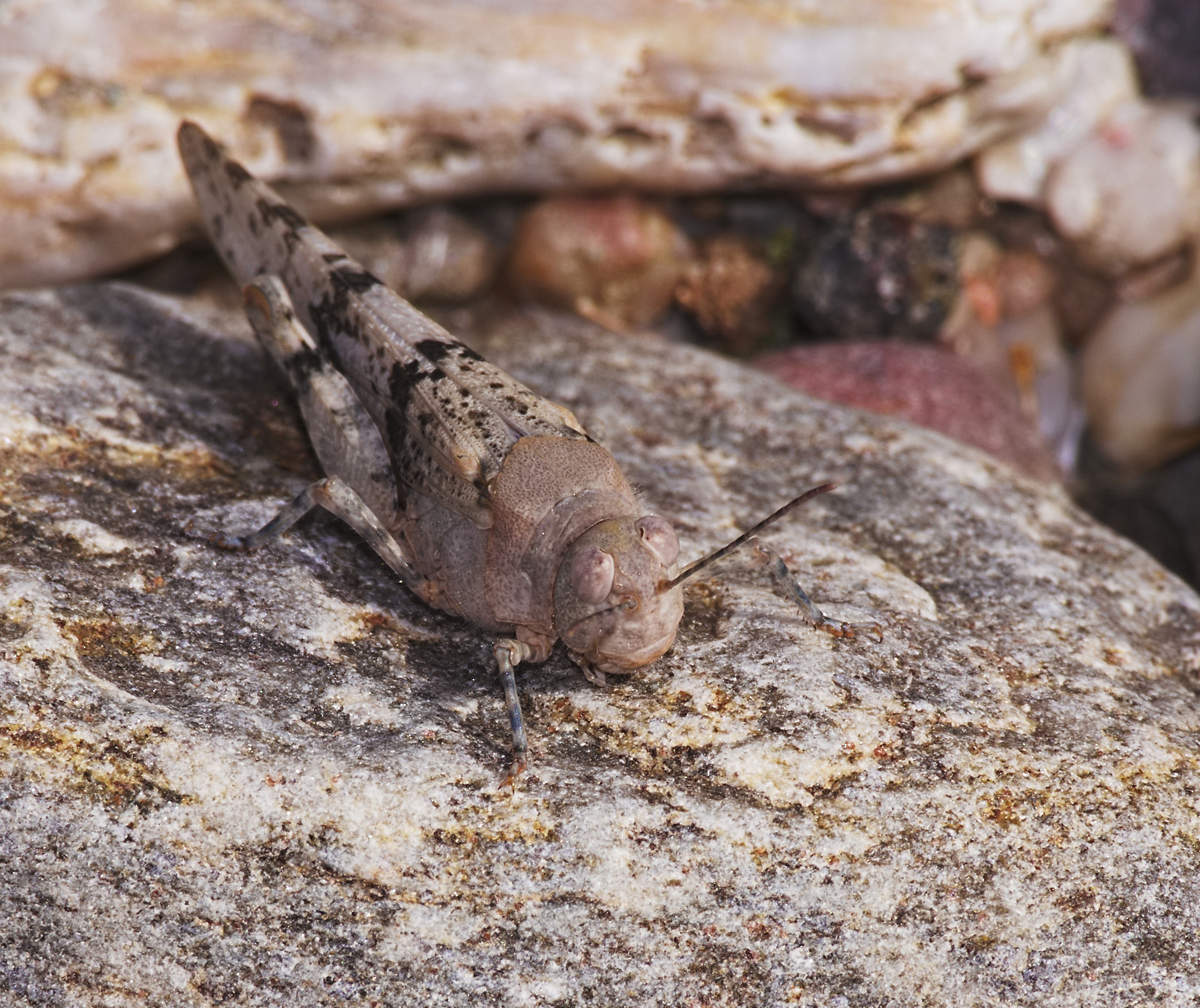
Sphingonotus caerulans

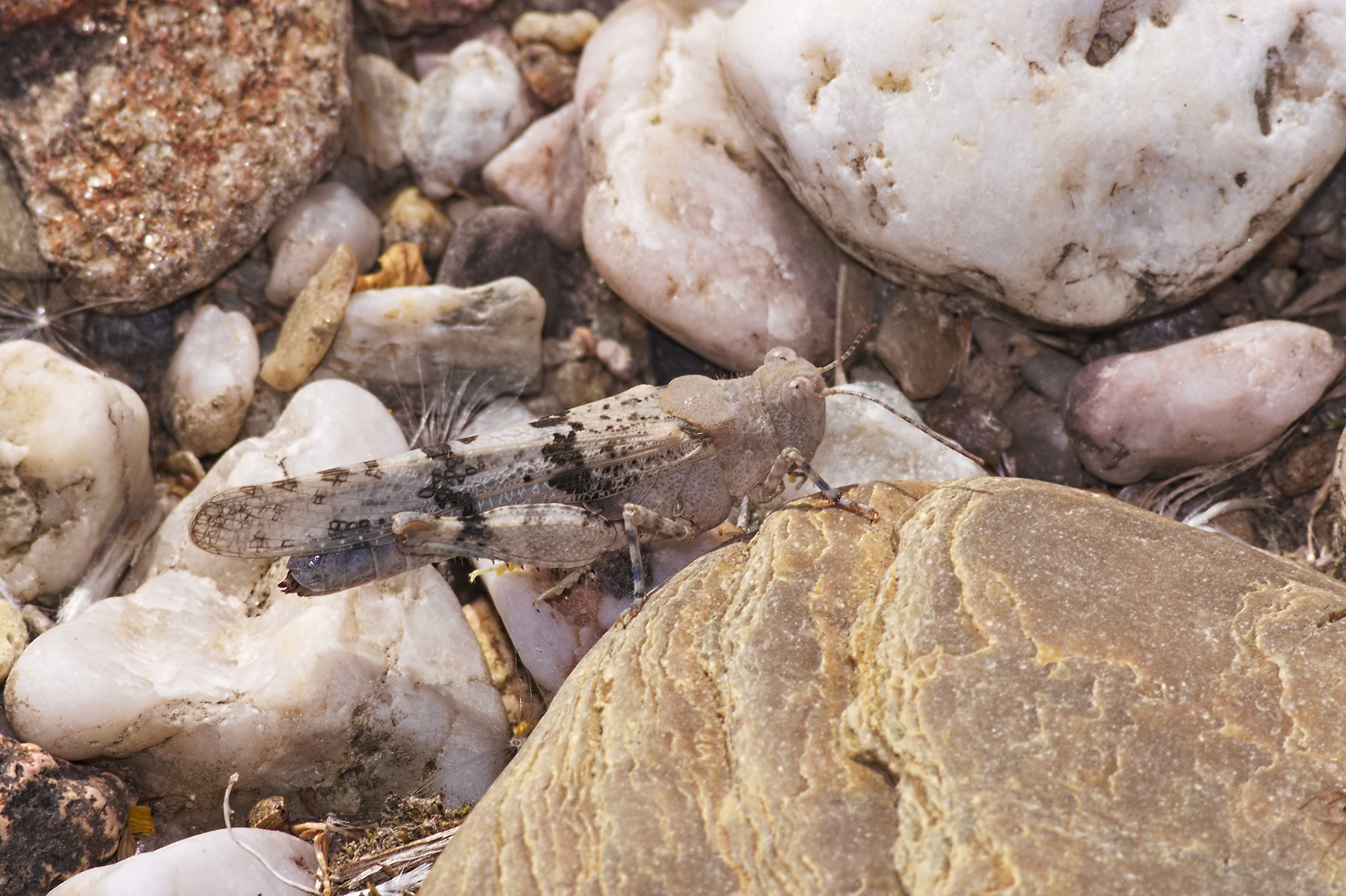
Sphingonotus caerulans

Le corps du mâle mesure de 14 à 26 mm, celui de la femelle, de 20 à 31 mm.
L'Œdipode aigue-marine ressemble aux diverses espèces du genre Oedipoda, mais est plus élancée et ses ailes sont plus longues ; les fémurs postérieurs sont dépourvus de décrochement sur leur moitié supérieure. Les ailes inférieures sont bleu clair à la base et deviennent incolores à leur extrémité.
Il ne faut pas le confondre avec Oedipoda caerulescens (Linné, 1758), l'Œdipode bleue, qui a aussi les ailes bleues, mais qui portent une bande marginale foncée dont les ailes de l'Œdipode aigue-marine sont dépourvues.

## Liste des sous-espèces
Selon Orthoptera Species File (21 octobre 2018) :
- Sphingonotus caerulans atlas Chapman, 1938
- Sphingonotus caerulans caerulans (Linnaeus, 1767)
- Sphingonotus caerulans caspicus Mishchenko, 1937
- Sphingonotus caerulans cyanopterus (Charpentier, 1825)
- Sphingonotus caerulans defasciatus Puschnig, 1922
- Sphingonotus caerulans gharianensis Werner, 1909
- Sphingonotus caerulans insularis Uvarov, 1936

## Publications originales
- Linnaeus, 1767 : Systema naturae per Regna tria naturae. deuxième édition.
- Charpentier, 1825 : De Orthopteris Europaeis. Horae entomologicae, adjectis tabulis novem coloratis, p. 61-181.
- Puschnig, 1922 : Seltene Tiererscheinungen in Kärnten IV. Sphingonotus coerulans L., eine für Kärnten neue südliche Heuschreckenart. Carinthia, II. vol. 111, p. 53-57.
- Werner, 1909 : Zur Kenntnis der Orthopteren-Fauna von Tripolis und Barka. Nach der Sammlung von Dr. Bruno Klaptocz im Jahre 1906. Zoologische Jahrbücher. Abteilung für Systematik, Geographie und Biologie der Tiere, vol. 27, p. 83-143.
- Uvarov, 1936 : New Orthoptera from Cyprus. Annals and Magazine of Natural History, sér. 10, vol. 18, p. 505-515.
- Mistshenko. 1937 : Revision of palaearctic species of the genus Sphingonotus Fieber (Orth. Acrid.). Eos, Revista española de Entomología,. vol. 12, no 3/4, p. 65–282.
- Chapman, 1938 : Orthoptera collected in the Atlas Mountains, Morocco, 1934-1936. Part I + II. Proceedings of the Royal Entomological Society of London, sér. B, vol. 7, p. 89-102.